# Republika Krim
Republika Krim (krimskotatarski: Къырым Джумхуриети; ruski: Республика Крым; ukrajinski: Республіка Крим) jedna je od republika Rusije. Između 1992. i 2014. bila je u sastavu Ukrajine kao Autonomna Republika Krim zajedno s gradom Sevastopoljem. U vrijeme Krimske krize proglasila je neovisnost, a kao neovisna država postojala je svega tjedan dana, od 11. do 18. ožujka 2014., kada je ušla u sastav Ruske Federacije.
Republika Krim proglašena je suverenom i neovisnom 11. ožujka 2014. To je učinjeno odlukom Skupštine Republike Krima nakon ujedinjenja Autonomne Republike Krim s gradom Sevastopoljem, na jugozapadu poluotoka Krim. Na referendumu održanom 16. ožujka 2014. vlasti Krima dobile su podršku za ujedinjenje s Ruskom Federacijom, što je konačno ostvareno 18. ožujka sporazumom između predsjednika Vlade Krima Vladimira Aksjonova, gradnonačelnika Sevastopolja Alekseja Čalija i predsjednika Ruske Federacije Vladimira Putina.
Republika Krim stvorena u suprotnosti s međunarodnim pravom i nije priznata od strane većine država svijeta. Rezolucija Opće skupštine Ujedinjenih naroda 68/262 izglasana je povodom oružanog sukoba i ruske aneksije tog dijela teritorija Ukrajine.

## Povijest

### Rana povijest
Povoljni položaj i prirodni uvjeti Krimskog poluotoka uvjetovali su da Krim postane jednom od kolijevka čovječanstva. Prastari tragovi čovjeka na Krimskom poluotoku odnose se na razdoblje od oko 100 000 do 35 000 godina pr. Kr. Na prostoru Krima su također živjeli drevni narodi Kimerijci, potom Tavri i Skiti. Na Krimskom poluotoku nastali su grčki polisi (gradovi-države) Herson, Feodosija i Pantikapej, koji su vodili intenzivnu prekomorsku trgovinu. Potkraj 4. st. pr. Kr. na prostoru Krima se formira Skitska država, kojoj je glavni grad bio Napulj skitski, danas se na istom mjestu nalazi grad Simferopolj.

### Srednji vijek
Godine 988. kijevski knez Vladimir Veliki osvojio je grčku koloniju grad Herson što se smatra godinom preuzimanja vlasti nad područjem poluotoka Krima, koji se našao u sklopu srednjovjekovne države Kijevske Rusi. Krim se nalazio u sklopu kontrole kijevskih kneževa sve do 13. stoljeća kada su izvršeni jači vojni napadi Mongola koji su preuzeli kontrolu na Krimom. Nakon raspada Mongolskog Carstva, na Krimu su ostali živjeti Tatari.
Sredinom 15. stoljeća, 1441., uspostavljen je neovisni Krimski Kanat, međutim, 1475. postao je dio Osmanskog Carstva. Krimski Tatari su sljedeća tri stoljeća bili podanici osmanskog sultana te su uživali široku autonomiju. Time je Osmanskom Carstvu osiguran mir na sjeveru i stalni priljev roblja. Nakon Rusko-turskog rata krajem 18. stoljeća, Krim je 1774. postao vazal Ruskog Carstva. Krimski Tatari su nadalje bili većinski narod na poluotoku. Krim je prvi put pripojen u travnju 1783. ruskoj imperiji za vrijeme carice Katarine Velike. Iako je već oslabljeno Osmansko Carstvo u prosincu iste godine prividno pristalo na aneksiju, bio je to razlog izbijanja rusko-turskog rata 1787. – 1792. godine. Turska je pokušala vratiti Krim, ali bezuspješno. Sporazumom iz Jašija (današnja Moldavija) 1792. god. formalno je završen rat i priznata je ruska aneksija poluotoka iz 1783. god. Na poluotoku tada nije bilo ruskog stanovništva i stanovništvo su činili razni turkmenski narodi.[nedostaje izvor][A Ukrajinci, Goti, Grci?] Od 1802. godine Krim je dio Tavričeske gubernije sve do raspada Ruske imperije 1917 god.

### Socijalističko razdoblje
Nakon Ruskog građanskog rata i nekoliko smjenjivanja na vlasti između "crvenih" i "bijelih", 1921. uspostavljena je Autonomna Krimska Sovjetska Socijalistička Republika koja je ušla u sastav Ruske SFSR. Krim je dobio autonomiju zbog naklonjenosti komunističke vlasti krimskotatarskom stanovništvu.
Do 1944. Krim je bilo rusko-krimskotatarsko područje. Nijemci su ga zauzeli dva puta, u Prvom svjetskom ratu 1918. i u Drugom svjetskom ratu 1941. – 1944. U vrijeme Drugog svjetskog rata bio je pod okupacijom Njemačke i Rumunjske. Tatari su uvelike surađivali s okupacijskim snagama, pa su pali u nemilost poslijeratne vlasti. Režim Josifa Staljina je 1944. deportirao Tatare na istok SSSR-a.

#### Krim u Ukrajinskoj SSR
Krim je 1954. izgubio autonomiju i pripojen je Ukrajinskoj SSR u vrijeme vlasti Nikite Hruščova. Pripojenje se dogodilo kako bi se Krimom moglo lakše upravljati iz Kijeva, nego iz Moskve, zbog njegovog zemljopisnog položaja. Odlučeno je da se pripajanje izvrši na 300. obljetnicu ujedinjenja Ukrajine s Rusijom. To su Rusi smatrali ekstravagancijom, posebno zato što je Krim bio sovjetsko omiljeno odredište za odmor i zato što su većinu stanovništva činili Rusi. Prije raspada SSSR-a, sovjetske su vlasti dopustile krimskim Tatarima da se vrate na poluotok, pa je uskoro stiglo oko četvrt milijuna Tatara. Iz taktičkih razloga, Tatari su se približili ukrajinskim nacionalistima, jer su oboje dijelili neprijateljstvo prema ruskom nacionalizmu.
Ruski nacionalisti, koji su imali većinu u Vijeću Krima, iskoristili su skori raspad SSSR-a. U studenome 1990. vijeće je osudilo pripajanje Krima Ukrajini koje je napravio Hruščov 1954. U siječnju 1991. organizirali su referendum na kojem je izglasana promjena statusa Krima, pa je iz autonomne oblasti postao Autonomna Sovjetska Socijalistička Republika Krim, što je potvrdio i Ukrajinski parlament.

### Krim u neovisnoj Ukrajini
U vrijeme raspada SSSR-a i prvog razdoblja neovisnosti Ukrajine, vlasti su pokušale ukrajinizirati krimsko stanovništvo, što je naišlo na otpor. Tatari su dobili pravo povratka, pa su to nemirno vrijeme iskoristili za povratak zemlje i izgubljenih povlastica.
Referendum o neovisnosti Ukrajine održan 1. prosinca 1991. bio je težak proaz za ruske nacionaliste jer je 54% krimskih i 57% sevastopoljskih glasača glasovalo za neovisnost Ukrajine. No, unatoč, ruski nacionalisti nastavili su s postepenim jačanjem krimske autonomije. Vijeće Krima proglasilo je Krim republikom, samoupravom i usvojilo je ustav. Pomaci prema jačoj autonomiji Krima su se proširili, a ukrajinska vlada i parlament borili su se sa svakim pomakom. Ruski nacionalisti nisu dobili podršku Rusije jer je predsjednik Ruske Federacije, Boris Jeljcin, inzistirao na nemiješanje u pitanje granica drugih bivših sovjetskih republika.
Kako se ukrajinska gospodarska kriza produbljivala, ruski nacionalisti upostavili su instituciju predsjednika Krima, a 30. siječnja 1994. proruski kandidat Jurij Meškov izabran je za predsjednika. Povzao je skupinu relativno liberalnih ruskih gospodarstvenika iz Moskve od kojih je tražio da operiraju njegovom vladom te je intenzivirao krimske ambicije za još većom autonomijom. Međutim, Meškov je došao u sukob s Krimskim vijećem te ga je raspustio.
Ukrajinska vlada je čekala da lokalni političari ne uspiju u upravljanju Krimom. Krimsko gospodarstvo zapalo je u potpuni kaos i kriminalizaciju, a kasne 1994. Ukrajina je započela financijsku stabilizaciju koja je prikazala Krim disfunkcionalnijim. Na inicijativu ukrajinskog predsjednika Leonida Kučme u ožujku 1995., Ukrajinski parlament ukinuo je krimski ustav i instituciju predsjednika Krima. Time je oštrica krimskog separatizma slomljena i Krim je doveden pod kontrolu. Nakon što je obuzdan krimski separatizam, drugi separatizmi u Ukrajini izgledali su uzaludni. Ukrajina je uspjela očuvati svoj integritet iako su ruski nacionalisti ostali aktivni s podrškom nekih ruskih političara, među kojima je poznatiji bio moskovski gradonačelnik Jurij Lužkov.
Najburnije pitanje bio je grad Sevastopolj, glavna baza sovjetske flote na Krimu. U tom razdoblju Krim je ostao u sastavu Ukrajine, ali je dobio posebna prava te je jedina regija s autonomijom u Ukrajini. Krimu je naime dopušteno da ostane ruski i da samo promijeni nazive pojedinih ulica.

### Pripajanje Rusiji
Početkom ožujka 2014. na Krim je izvršena ruska invazija s preko 20 tisuća dobro naoružanih profesionalnih vojnika bez oznaka, nakon čega je Krim proglasio svoju neovisnost od Ukrajine. Dana 11. ožujka 2014. Vrhovno vijeće Autonomne Republike Krim i Gradsko vijeće Sevastopolja su na izvanrednom zasjedanju usvojili Deklaraciju o neovisnosti Krima.
Pet dana poslije, 16. ožujka, održan je referendum na kojem se 96.7% glasača izjasnilo za pridruženje Krima Ruskoj Federaciji. Dan nakon referenduma Državno vijeće Krima je na izvanrednoj sjednici izglasalo Rezoluciju o neovisnosti Krima za koju je glasovalo 85 od 100 zastupnika, a isti dan Državno vijeće uputilo je molbu Rusiji za priključenjem. Odlučeno je da će se država zvati Republika Krim i da će grad Sevastopolj u njoj imati poseban status, a Vrhovno vijeće AR Krima preimenovano je u Državno vijeće Republike Krim. Također je odlučeno da će na Krimu od 30. ožujka 2014. vrijediti moskovsko vrijeme, a kao službena valuta uveden je ruski rubalj, no do 1. siječnja 2016. u opticaju će biti ukrajinska grivnja.
Rusija je prihvatila molbu 18. ožujka, a sporazum o pridruženju Krima Ruskoj Federaciji potpisali su predsjednik Vlade Krima Vladimir Aksjonov, gradonačelnik Sevastopolja Aleksej Čalij i predsjednik Rusije Vladimir Putin. Ukrajina, EU, SAD i ostale države ovaj čin pripajanja Krima Rusiji smatraju nezakonitim jer je pritom prekršeno međunarodno pravo i ustav Ukrajine.

## Zemljopis i klima
Krim je smješten na sjevernoj obali Crnog mora, uz zapadnu obalu Azovskog mora, dotičući Hersonsku oblast na sjeveru. Iako je smješten na rubnom jugozapadnom području poluotoka Krima, grad Sevastopolj ima poseban značaj i status na poluotoku. Površina cjelog poluotoka iznosi 26 100 km², a sama krimska obala je isprekidana s nekoliko većih uvala i pomorskih luka. Pomorska luka leži na zapadu u uvali Karkinit, zatim na jugozapadu u otvorenoj Kalamitskoj uvali koja je ujedno i luka grada Jevpatorije i Sevastopolja, na sjeveru se nalazi Arabatska uvala i s istočne strane takozvana Kerčanska uvala. Na jugu Krima se također nalazi poznata ukrajinska luka Feodosija, u istoimenoj uvali.
Većina područja poluotoka Krima ima kontinentalnu klimu, izuzev krajnjeg juga gdje prevladava subtropska klima, na koju posebno utječe Crno more. Ljeta mogu biti poprilično topla i dosegnuti temperaturu od 30 °C, posebno tijekom srpnja, dok su zime umjereno hladne i kreću se do -0,3 °C tijekom siječnja, izuzev krajnjeg juga gdje se kreću do -4 °C. Količina padalina na Krimu u prosjeku doseže 400mm godišnje, ali na jugu je taj broj udvostručen, posebno na području grada Jalte gdje doseže 1050mm padalina godišnje. Krim je oduvijek bio privlačna turistička lokacija Ukrajinaca i Rusa iz cijelog Sovjetskog Saveza, koji taj poluotok uz primjerene ljetne temperature doživljavaju kao domaću turističku lokaciju već desetljećima.

## Stanovništvo
Tijekom razdoblja Velike seobe naroda Krim su naselila plemena Alana, Gota i Huna.:str. 108. Alani su se pojavili na Krimu u prvoj polovici 1. stoljeća. U 2. stoljeću sklonili su se pred Gotima na Kavkaz. Krajem 4. stoljeća Huni su prošli kroz Krim, no bez namjere naseljavanja. Goti su preživjeli u gorjima Krima gdje su sačuvali vlastitu kneževinu. Tu su prihvatili sjedilački život i počeli se baviti poljoprivredom, a kasnije su prihvatili kršćanstvo i dobili vlastitog biskupa od cara Justinijana. Također, na obalama je živjelo grčko stanovništvo, koje je ili kupovalo zaštitu ili bivalo štićeno od strane Bizanta.:str. 109.
Vremenom i turkijska plemena počinju naseljavati Krim. U 7. stoljeću na Krim su se doselili Kazari, koji su obuhvatili krimske nizine na sjeveru, dok su južna gorja ostala naseljena Gotima.:str. 111. Kazari su bili poganski narod, no ostale religije pod njihovom vlašću bile su tolerirane. Plemstvo Kazara kasnije je prihvatilo židovstvo od strane prognanih Židova iz Bizanta,:str. 112. no neki kanovi su bili i kršćani.:str. 113.
Kazari su vremenom djelomično prihvatili sjedilački život i ostavili tragove svoje civilizacije.:str. 113. Njihova država protezala se od Kaspijskog jezera na istoku do rijeke Dnjestra na zapadu, od Kavkaza na jugu do grada Kazana na sjeveru, uključujući krajeve današnje europske Rusije. Njihov glavni grad nalazio se na ušću Volge, oko današnjeg Astrahana.:str. 111.-112. Podizali su sela i gradove koje su podizali bizantski ili arapski arhitekti. Bavili su se moreplovstvom, trgovinom i proizvodnjom, dok je njihov glavni grad bio poznat po proizvodnji tepiha. Med, koža, krzno, riba, sol i bakar s Urala razmjenjivali su se u južnijim krajevima za svilu, vina, začine, nakit. Rijeke Volga i Dnjepar, kao i njihovi pritoci, služili su kao trgovački putevi. Moć Kazara slomili su Rusi i Pečenezi u drugoj polovici 10. stoljeća.:str. 113.
Rusku vlast na kaspijskim obalama prekinuo je drugi turkijski narod – Pečenezi. Oni su podvrgli cijeli krimski poluotok svojoj vlasti u 10. stoljeću, izuzev grada Herzona. Pečenezi su bili vješti trgovci. Nabavljali su ljubičastu tkaninu, ukrasnu odjeću, leopardovo krzno, hermelin i druga krzna, te papar i začine iz drugih azijskih krajeva i prodavali ih u svojim lukama. Tijekom pečeneške vladavine, krimski kraj doživio je veliki prosperitet. Njihovu vladavinu prekinuli su Kumani, koji su stigli pred mongolskim Tatarima.:str. 117.
U 13. stoljeću Mongoli vodstvom Džingis-kana zavladali su područjem do rijeke Volge. Svoga sina Batu-kana imenovao je potkraljem svojih osvojenih krajeva na zapadu. Mongoli su uskoro poharali Rusiju, Krim, Poljsku i Mađarsku. Mongolsko napredovanje konačno su zaustavili teutonski vitezovi kod Leignitza 1241. Batu Kan vladao je državom poznatom kao Zlatna Horda, koja se nalazila između rijeka Volge i Dona, sa Sarajem kao glavnim gradom.:str. 118.-119.
Današnji naziv Tatara može biti vrlo varljiv sa srednjovjekovnim, koji nije imao etničko značenje. U početku je označavao pleme kojemu je na čelu bio Džingis-kan, a koji je odbacio njegov naziv Tata jer je na mongolskom jeziku značio potčinjavanje. Međutim, Mongoli su ovaj naziv dali drugim narodima na svojem teritoriju kojeg su osvojili. Kako su Mongoli popunjavali vojničke redove potčinjenim narodima, odnosno Tatarima, Europljani su pojmove Mongol i Tatar rabili kao sinonime, da bi na kraju, zbog brojčane superiornosti potonjih prevagnuo krimskotatarski naziv. Mongolsku vojsku u glavnini činili su turkijska, slavenska i finska plemena. Prvotno je vladajuća elita bila etnički mongolska, ali kasnije i dijelom krimskotatarska, odnosno porijeklom iz potčinjenih naroda. Velika većina stanovništva bili su turkijska, slavenska i finska plemena. Etnos koji se danas naziva Tatari ranije je sebe nazivao Turcima.:str. 120.
Novi mongolski vladari bili su tolerantni prema podvrgnutim narodima, a nakon osvajanja i političkog prevrata, trgovina se nastavila normalnim tokom. Današnji grad Sudak, ogranak Herzona, jedno vrijeme bio je najbitniji grad na poluotoku. Zadržao je vlastitu upravu i bio glavni grad kršćanskog pučanstva u Zlatnoj Hordi. Vladar Berke prihvatio je sunitski islam 1258., koji se od tog vrmenena počeo ukorijenjivati na Krimu i južnoj Rusiji. Međutim, krimskotatarsko pučanstvo (potčinjeni narodi), uključujući tadašnje Turke, živjeli su u koegzistenciji s pravoslavnim i katoličkim kršćanima, iako je bilo epizoda vjerskog nasilja.:str. 123.–124.
Mengli Timur, Berkeov nasljednik, dao je Krim svom nećaku u posjed, kojim je vladao potkan potčinjen kanu Zlante Horde. Sjedište potkana bilo je u Eski Krimu, danas malom selu kod Karasu-basara. U vrijeme Menglijeve vladavine, đenovski trgovci su 1280. kupili dio zemlje i uspostavili grad Kafu na području antičke Teodozije. S njima je na krim došlo i katoličanstvo.:str. 124–125. Zahvaljujući trgovini, grad Kafa doživio je veliki prosperitet. Papa Ivan XXII. podigao je Kafu na čast biskupije.:str. 129.
Zahvaljujući mongolskom vladaru Timuru, koji je osvojio dobar dio Zlatne Horde, to carstvo se raspalo. Rusi, Litvanci i Poljaci iskoristili su priliku i stvorili vlastite nezavisne države na zapadu; na istoku su Uzbeci bili pod vlašću vlastitih poglavara; središnji dio carstva bio je pod vlašću Krimskog, Kazanskog i Astrahanskog Kanata.:str. 135.
Prema službenom popisu stanovništva u Ukrajini iz 2001. godine na Krimu je živjelo oko 2 033 700 ljudi, a posljednje službene procjene iz 2007. godine ukazuju da na Krimu danas živi manje od 1 973 185 ljudi. Etnički sastav poluotoka i dalje je relativno nepromijenjen; većinu od 58.32% čine etnički Rusi (uglavnom doseljeni nakon Drugog svjetskog rata), potom Ukrajinci s 24.32%, Krimski Tatari s 12.1% i Bjelorusi s 1.44%. Krimski Tatari vraćeni su na poluotok iz središnje Rusije nakon osamostaljenja Ukrajine te ih danas ondje živi oko 250 000, a ujedno predstavljaju jedinu veću muslimansku zajednicu u Ukrajini. Armenci, Židovi, Nijemci i drugi narodi ne prelaze 1% krimskog stanovništva.
Tri četvrtine krimskog stanovništva smatra ruski materinskim jezikom, dok samo desetina smatra ukrajinski za materinski jezik. Prema podatcima Kijevskog međunarodnog instituta za sociologiju, ruski jezik koristi 97% stanovnika poluotoka.
Posljednje desetljeće broj stanovnika na poluotoku Krimu bilježi pad, posebno zbog visokog porasta smrtnosti starijeg umirovljeničkog stanovništva.

## Uprava
Republika Krim upravno je podijeljena na 14 regija i 16 gradova. Tim područjem obuhvaćeno je 56 gradskih naselja i 957 sela.
1. Bahčisarajska regija
2. Bjelogorska regija
3. Džankojska regija
4. Kirovska regija
5. Krasnogvardejska regija
6. Krasnoperkopska regija
7. Lenjinska regija
8. Nižnegorska regija
9. Pervomajska regija
10. Razdoljenska regija
11. Sakijska regija
12. Simferopoljska regija
13. Sovjetska regija
14. Crnomorska regija
15. Alušta
16. Armjansk
17. Džankoj
18. Jevpatorija
19. Kerč
20. Krasnoperekopsk
21. Saki
22. Simferopolj
23. Sudak
24. Feodosija
25. Jalta
26. Sevastopolj

## Gospodarstvo
Problem koji najviše tereti gospodarstvo Krima je ovisnost o kontinentalnoj Ukrajini. Zbog nedostatak energije i pitke vode Krim ovisi o Ukrajini. Oko 80% vode dolazi iz sjevernog krimskog kanala koji vodu crpi iz rijeke Dnjepar, a 80% Krima ovisno je o uvozu električne struje. Problem predstavlja i nedostatak samoodrživog gospodarstva. Primjerice, proračun za Krim iznosio je $540 milijuna, a od toga je $300 milijuna trebalo doći iz Kijeva, no ovu prazninu može ispuniti i Moskva, na što se vlasti Krima i oslanjaju. Zbog toga su ruske vlasti obećale su $1 milijardu promptne pomoći. Godišnji BDP Krima iznosi samo $4.3 milijarde, što je 500 puta manje od ruskog BDP-a koji iznosi $2 bilijuna. Prosječna ukrajinska plaća je $331 (3148 grivnja), dok je prosječna plaća na Krimu $283 (2693 grivnje).
Trošna infrastuktura i transport Krima predstavljaju priliku za velika ulaganja ruskim i krimskim poduzetnicima. Između Krima i Rusije ne postoji transportna poveznica, a gradnja mosta preko najkraćeg morskog prolaza u blizini krimskog grada Kerča trajala bi godinama i koštala približno od $3 milijarde do $5 milijardi. Postoji rizik da bi ukrajinske vlasti mogle prekinuti vitalne transportne linije prema Krimu.

### Turizam
Kičma krimskog lokalnog gospodarstva je žurna turistička industrija koja privuče oko 6 milijuna posjetitelja tijekom ljetne sezone godišnje. Međutim, 75% turista dolazi iz Ukrajine, a 25% iz Rusije. Trenutni napeti odnosi između Rusije i Ukrajine mogli bi se nepovoljno odraziti i na krimski turizam. Štoviše, zbog političke nestabilnosti dvije najveće grane krimske industije, turizam i bankarstvo, već osjećaju posljedice.

### Nafta i plin
Veliki gospodarski potencijal Krima nalazi se na jugu poluotoka, odnosno u Crnom moru, gdje se nalaze plinska polja. Prema procjenama Bloomberga, ekstrakcija tog plina može dovesti do proizvodnje 7 milijuna tona godišnje.
Dvije kompanije, američki ExxonMobil i britansko-nizozemski Shell održavali su pregovore s Ukrajinom oko bušenja šelfa, no problem je bio što se ciljani šelf nalazi u krimskim vodima. Vrijednost pregovora se procjenjuje na $1 milijardu. Viši potpredsjednik ExxonMobila Andrew Swiger izjavio je da su planovi ExxonMobila na čekanju.
Krimska vlada je preuzela naftna i plinska polja na Crnom i Azovskom moru od Ukrajine, a predsjednik Vrhovnog vijeća Krima, Vladimir Konstantinov, izjavio je da podržava preuzimanje ovih polja od strane ruskog Gazproma. Izjavio je da bi se "Rusija i Gazprom trebali brinuti o proizvodnji nafte i plina", te da to nije "krimski problem".

### Očekivanja nakon pripajanja Rusiji
Predsjednik Vlade Krima, Sergej Aksjonov izjavio je procjenjuje da bi Krim mogao u najmanju ruku utrostručiti ili učetverostručiti svoj proračun, u odnosu na sadašnjih $500 milijuna, navodeći kao uzor Singapur, koji ima sličan broj stanovnika, ali oko 100 puta veći proračun.
Mjere kojom se planira ojačati rast je pretvaranje Krima u posebnu gospodarsku zonu s manjim porezima i financijskim regulacijama čime bi se potakao rast i privukla strana ulaganja. Još je 2005. Rusija donijela zakon o mogućnosti stvaranja posebnih gospodarskih zona te ima u vidu uspostaviti jednu takvu na Dalekom istoku, no za sada u Rusiji ne postoje posebne gospodarske zone.